# Dům Sedm planet
Měšťanský dům Sedm planet stojí v centru Karlových Varů v ulici Tržiště 382/33. Byl postaven po požáru města roku 1759. Svojí hrázděnou konstrukcí po celé hloubce zastavěné parcely zde patří k ojedinělým příkladům celistvě dochovaného barokního hrázděného domu.
Byl prohlášen kulturní památkou, památkově chráněn je od 25. července 1991, rejstř. č. ÚSKP 19695/4-4562.

## Historie
Dům byl postaven přímo proti dnes již neexistující radnici na Tržišti. První zmínky o domě nazvaném podle tehdy sedmi známých planet pocházejí z roku 1756. S přihlédnutím na zachovalé hrázděné konstrukce je výstavba objektu datována do období po velkém požáru města roku 1759, tedy vrcholného nebo pozdního baroka. Tehdejší majitelkou byla vdova po Christianu Wehnerovi.
V současnosti (duben 2021) je dům evidován jako objekt k bydlení v soukromém vlastnictví.

## Popis

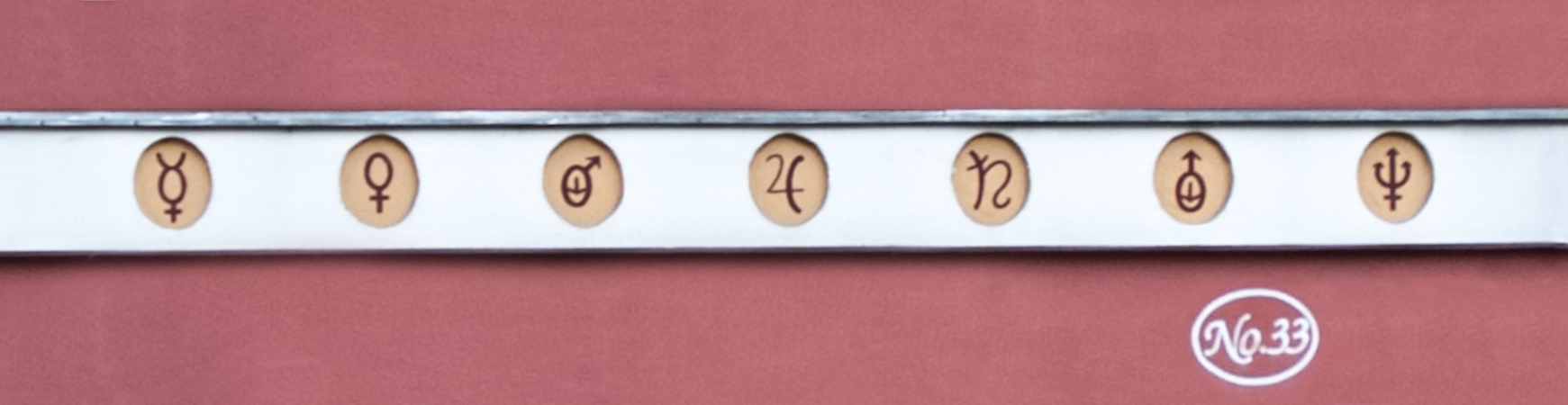
Římsa se symboly planet známých v období výstavby domu

Dům hrázděné konstrukce stojí v historické části města na adrese Tržiště 382/33. Jedná se o řadový dvoupatrový objekt na úzké, hloubkově orientované parcele. Dispozice domu je do hloubky trojtraktová, kde přední část je obytná, střední sloužila jako komunikační a v zadní byly umístěny kuchyň s komorami. Hlavní, tříosé průčelí směřuje do ulice, fasáda je omítnutá a tektonicky pročleněná. Střecha je sedlová, ve střední ose s vikýřem. 
Přízemí je od pater odděleno plochou římsou, na které jsou jako domovní znamení umístěny symboly sedmi planet, které byly známy v době výstavby domu. Obdélná okna dnes lemují jednoduché pasparty, původně však byla dekorována barokními šambránami se suprafenestrami a parapetními výplněmi. Obvodové zdivo přízemí a dvorního traktu prvého patra je vyzděno z lomového kamene, ostatní zdivo je z hrázděné konstrukce, která přechází až do podkroví. Podstatné části jsou provedeny s výpletem a mazaninou.